# Александров Сергій Миколайович
Александров Сергій Миколайович (31 травня 1937, Краматорськ — 6 січня 2023) — український гірничий інженер, лауреат Ленінської премії, декан гірничого факультету, проректор ДонНТУ, директор Гірничого інституту ДонНТУ.

## Біографія
Народився 1937 року в Краматорську. 1957 року завершив навчання у Дружківському машинобудівельному технікумі за спеціальністю «Гірнича електромеханіка». Працював на шахтах Донецької області в період 1957 — 1961 років — гірничим майстром, в 1961 — 1966 роках — машиністом вугільного комбайну і бригадиром наскрізної комплексної бригади. 1961 року брав участь у Першій всесоюзній нараді бригад і ударників комуністичної праці.
В період 1961 — 1966 років заочно навчався в Московському гірничому інституті за спеціальністю «Розробка родовищ корисних копалин». Працював в місті Дзержинську Донецької області начальником дільниці, пізніше заступником головного інженера шахти ім. Ф. Дзержинського. 1964 року у складі групи авторів винаходів і впровадження нових видів комбайнів (УКР, «Темп», «Комсомолець») на пластах крутого падіння удостоєний Ленінської премії. 1966 року удостоєний ордена Леніна за успішне виконання завдань «семирічки».
В період 1966—1974 років входив до складу технологічної групи із боротьби з раптовими викидами вугілля і газу тресту «Артемвугілля», в 1974—1977 роках — директором шахти «Північна», а в 1977—1979 роках — головним інженером шахти «Анадирська» комбінату «Північсхідвугілля».
1979 року почав працювати асистентом працює кафедри «Охорона праці» Донецького політехнічного інституту, згодом отримав звання доцента. В період 1986—1994 років був деканом гірничого факультету ДПІ. З 1994 року призначений проректором із навчальної роботи і директором гірничого інституту. З 2014 по 2020 рік очолював кафедру охорони праці ДонНТУ.
Автор 63 наукових публікацій, а також 19 винаходів. Підготував 4 кандидати наук.
Помер 6 січня 2023 року.

## Нагороди
- орден Леніна
- Ленінська премія
- Нагороджений трьома знаками «Шахтарська слава» І, II і III ступенів
- Медалі ВДНГ СРСР, відомчі знаками і грамотами.